# Rafael Ariztía
Rafael Ariztía Lyon (Valparaíso, 1862-Valparaíso, 13 de enero de 1929) fue un político y empresario chileno. Fue regidor, diputado y senador de la república.

## Primeros años de vida
Fue hijo de Rafael Ariztía Urmeneta y Ana Lyon Santa María. Estudió en el Colegio Episcopal Seminario San Rafael de Valparaíso.
Se casó con María Teresa Brown Cases con la cual tuvo dos hijos.

## Vida pública
Trabajó como agricultor en Quillota, en su Hacienda Las Palmas (actual sede de la facultad de agronomía de la Pontificia Universidad Católica de Valparaíso), donde introdujo los últimos adelantos de la época importados de Europa, en cuanto a agricultura se refiere.
Entre otras actividades, fue también industrial minero, director de la Compañía Carbonífera de Lirquén y presidente de la Sociedad Fábrica de Cemento Melón el año 1923 y administrador del Hospital San Martín de Quillota.
A petición del párroco de la ciudad de Quillota, don Rubén Castro Rojas ayudó a financiar la fundación del entonces llamado Instituto Quillota a cargo de la congregación de los Hermanos Maristas (el colegio cambiaría su nombre a Instituto Rafael Ariztía después de la muerte de este), destinado a la enseñanza de las humanidades, con capacidad para 300 alumnos.
Otra de sus grandes iniciativas fue el proyecto relacionado con la fundación de la Universidad Católica, Industrial y Politécnica de Valparaíso, de la cual el mismo presbítero don Rubén Castro Rojas fue su primer rector.
Fue quien encargó la construcción del palacio Ariztía de Santiago, obra que realizó el arquitecto Alberto Cruz Montt, y del Palacio Ariztía de Viña del Mar, obra del arquitecto Ettore Petri. Fue miembro del Club de Viña del Mar, del Club de Valparaíso, del Club de La Unión de Santiago y socio de la Sociedad Nacional de Agricultura, SNA.

## Carrera política
Fue miembro del partido Conservador.
- Regidor por Quillota en 1891
- Diputado por Limache y Quillota, entre 1897 a 1903 (2 períodos). En estos períodos integró las comisiones permanentes de Elecciones, Calificadora de Peticiones y de Negocios Eclesiásticos y la de Policía Interior.
- Alcalde de Viña del Mar, entre 1915 y 1916.
- Senador por Llanquihue, entre 1918 a 1924. En este período integró las comisiones permanentes de Guerra y Marina y de Agricultura, Industria y Ferrocarriles.[1]